# Isabelle de Orléans (1900–1983)

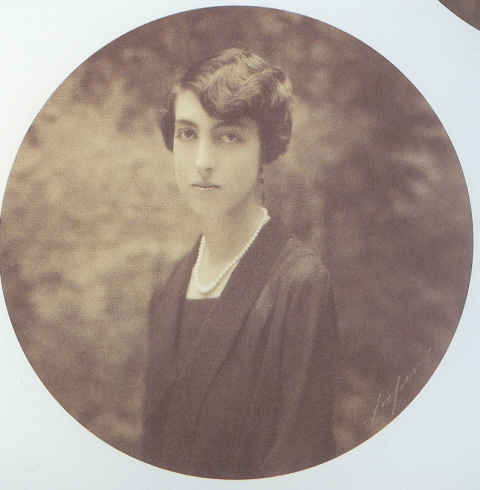
Isabelle de Orléans

Prințesa Isabelle Françoise Hélène Marie de Orléans (27 noiembrie 1900, Le Nouvion-en-Thiérache, Franța – 12 februarie 1983, Neuilly-sur-Seine, Franța) a fost membră a Casei de Orléans și prin căsătorie a devenit contesă de Harcourt.

## Biografie
A fost fiica cea mare a Prințului Jean, Duce de Guise (1874–1940), pretendent orleanist la tronul Franței, și a soției acestuia, Prințesa Isabelle de Orléans.
La 12 septembrie 1923, la Le Chesnay, s-a căsătorit cu aristocratul francez Bruno, conte de Harcourt (1899–1930), fiu al contelui Eugène de Harcourt și al Armande de Pierre de Bernis. Bruno a fost pilot de automobile și a murit în timp ce se antrena pentru Marele Premiu marocan.
Ei au avut patru copii:
- Bernard d'Harcourt, conte de Harcourt (1925–1958). S-a căsătorit prima dată cu Zenaide Rachevsky; a doua oară cu Yvonne de Contades, a avut copii
- Gilone d'Harcourt (n. 1927); s-a căsătorit cu contele Antoine de Dreux-Brézé, a avut copii.
- Isabelle d'Harcourt (1927–1993); s-a căsătorit cu prințul Louis Murat, a avut copii.
- Monique d'Harcourt (n. 1929); s-a căsătorit cu contele Alfred Boulay de la Meurthe, a avut copii.